# محمد علي مارم
دكتور محـمد علي عبدالله مارم يمني الجنسية من مواليد أبين، 26 نوفمبر 1970م  حاصل على الدكتوراة في العلوم المالية والمصرفية من جامعة بوترا ماليزيا.
عمل سابقاً كمدير لمكتب رئاسة الجمهورية  وسكرتيراًً خاصاً للرئيس. شغل ايضاً منصب رئيس فريق بناء الدولة (الدستور: أسسه ومبادئه), في مؤتمر الحوار الوطني. وكذا عضواً في لجنة التوفيق في المؤتمر ذاته.
شارك في العديد من المحافل الدولية حيث كان عضواً في وفد الجمهورية اليمنية  في اجتماعات الجمعية العامة للأمم المتحدة في دورتها 70, والمؤتمر السنوي الثالث للمنظمة العربية للقانون الدستوري  مؤتمر حول “آليات إنفاذ وحماية الحقوق السياسية والاقتصادية والاجتماعية“, وأيضاً المؤتمر العالمي للتنمية البشرية.
كما انه حاصل على وسام الواجب من رئيس الجمهورية.

## المؤهلات الأكاديمية العلمية
- درجة الدكتوراة في العلوم المالية والمصرفية
- جامعة بوتراماليزيا (جامعة الامير)
- سردانق: سيلانقور، المملكة الماليزية
- درجة الماجستير في الاقتصاد جامعة عدن
- درجة البكالوريوس في العلوم المالية والمصرفي - جامعة عدن

## الخبرات العملية
- عضو الهيئة الوطنية للرقابة على تنفيذ مخرجات الحوار الوطني. بالهيئة الوطنية للرقابة على تنفيذ مخرجات الحوار الوطني بالجمهورية اليمنية 2014 – حتي الان
- رئيس فريق بناء الدولة (الدستور: أسسه ومبادئه).بمؤتمر الحوار الوطني بالجمهورية اليمنية 2013 - 2014
- عضو لجنة التوفيق. بمؤتمر الحوار الوطني بالجمهورية اليمنية 2013 - 2014
- عضو مؤتمر الحوار الوطني. 2013 - 2014
- مُحاضر .قسم العلوم المالية والمصرفية. كلية الاقتصاد - جامعة عدن
- مدير حسابات الأنشطة نيابة، شئون الطلاب جامعة عدن، الجمهورية اليمنية 1998 – 2002
- رئيس قسم الجمعيات العلمية، نيابة شئون الطلاب جامعة عدن، الجمهورية اليمنية 1997 – 1998
- رئيس نقايه الموظفين بديوان جامعة عدن 1999م.

## المؤتمرات والمشاركات الدولية
- المؤتمر السنوي الثالث للمنظمة العربية للقانون الدستوري مؤتمر حول "آليات إنفاذ وحماية الحقوق السياسية والاقتصادية والاجتماعية 16-19 اكتوبر 2014
- مؤتمر المشاورات العربية حول حماية الحقوق الإقتصادية و الاجتماعية في دساتير مابعد الثورة , القاهرة 25-26 نوفمبر 2013م
- المؤتمر الدولي للمتخصصين الاكاديميين, روما, بحث مقدم بعنوان: اثر الاصلاح المالي على الكفاءة وانتاجية البنوك الاجنبية والحكومية والخاصة. 29 اكتوبر 2012م.
- المؤتمر الدولي لرابطة التمويل الماليزي. كوالالمبور، المملكة الماليزية 2009
- مؤتمر تنمية المهارات القيادية كوالالمبور، المملكة الماليزية 2009

## المنشورات والمشاركات الأكاديمية[2]
- بحث منشور: تأثير العامل البشرية على تحسين النوعية في الشركات الصناعية اليمنية.المجلة الدولية للعلوم الاجتماعية و السلوك الانساني,تاريخ النشر يونيو 2014م.
- بحث منشور: البيئة القانونية والاقتصادية لتنمية الاستثمارات في ليبيا, المجلة الدولية للبحوث الاسلامية والانسانية المتقدمة. المجلد 4, العدد 11 تشرين الثاني 2014م 14-37.
- ورقة عمل تحت التقييم, مجلة اميرال البريطانية. مُقدمة للمؤتمر الدولي للعلوم المالية الاسلامية ابوظبي, ابريل 2014م.
- بحث منشور: تأثير الإصلاحات المالية على كفاءة وإنتاجية البنوك المملوكة للدولة والبنوك المملوكة للأجانب والبنوك المملوكة للقطاع الخاص في اليمن. المجلة الدولية لدراسات الأعمال والإدارة،CD-ROM.ISSN: 2158-1479 (2)،(1): 471-4972013.
- المؤتمر الدولي للمتخصصين الاكاديميين, روما, بحث مقدم بعنوان: اثر الاصلاح المالي على الكفاءة وانتائجية البنوك الاجنبية والحكومية والخاصة. 29 اكتوبر 2012م.
- الحوار الوطني, القضية الجنوبية وخيارات الحل. ورقة عمل حول الفيدرالية الثنائية والمتعددة 2012م.
- المشاركة في مناقشة ورقة عمل عن بُعد في مؤتمر انفنتي – ايرلندا – دُبلن، بعنوان: الملكية والخصخصة والاداء, برهان لدولة تمر بمرحلة انتقالية. دراسة مقدمة لباحثين من جامعة نوتنجهام وجامعتين اخرى, يونيو 2012م.
- الكفاءة المصرفية في اليمن: تطبيق تحليل تغليف البيانات لمرحلة ما قبل وما بعد الإصلاحات المالية.

### الموادالأكاديمية التي تم تدريسها
- المخاطر المالية.
- الادارة البنكية.
- النظام المالي الدولي.
- النظام المالي والنقدي اليمني.
- دراسات مالية ومصرفية – باللغة الانجليزية